# تصويت ذكي
التصويت الذكي (بالإنجليزية: smartvote) عبارة عن تطبيق لإرشادات التصويت (VAA) للمواطنين في طليعة الانتخابات. ففي سويسرا، توفر شركة بوليتولز نيتورك (وهي المطور والمالك والموفر لتطبيق التصويت الذكي) هذه الخدمات منذ عام 2003، وذلك على أساس التعاون في المشروعات بشكل جزئي أيضًا في الدول الأجنبية (بلغاريا 2005، واسكتلندا 2007).

## الوظائف
على أساس التوحيد المعياري للاستبيانات التي تحتوي على 30–70 سؤالاً حول القيم والمواقف والأمور السياسية، يقوم تطبيق التصويت الذكي بتطوير نظرة سياسية عامة حول الناخبين المهتمين. وتتم مقارنة هذه النظرة فيما بعد مع وجهات النظر الخاصة بالمرشحين لشغل المنصب في تلك الانتخابات. وفي النهاية، يتلقى كل ناخب قائمة من المرشحين أو القوائم الحزبية التي تحتوي على التفضيلات والمواقف السياسية المشابهة. ولحساب قيم المطابقة، يتم استخدام أساليب إحصائية مثل التدرج متعدد الأبعاد.

## التطوير
بمناسبة الانتخابات البرلمانية في عام 2003 في سويسرا، تم توفير تطبيقات إرشادات التصويت للعامة، خصوصًا تطبيق التصويت الذكي، للمرة الأولى. وفي هذه الفترة، كان العرض مقتصرًا على الانتخابات البرلمانية القومية، ولكن في نفس الأثناء، تم توفير التصويت الذكي لانتخابات الكانتونات (الولايات) وكذلك انتخابات المدن المحلية. في البداية، كان أعضاء البرلمانات يتشككون في التعامل مع تطبيقات إرشادات التصويت وجهًا لوجه، ولكن اليوم، أصبح أكثر من 80% من المرشحين يشاركون بشكل طبيعي. وفي انتخابات البرلمان القومية في عام 2007، أصبح التصويت الذكي أهم مرجعية للوضعية السياسية للسياسيين والمرشحين لدى الشعب السويسري.
والتطوير مدعوم من خلال مؤسسة بحثية عامة، وهي مشروع المركز القومي للكفاءة البحثية: التحديات التي تواجه الديمقراطية في القرن الحادي والعشرين (المركز القومي للكفاءة البحثية في إطار الديمقراطية) في جامعة زيورخ.
في عام 2005، كانت شركة بوليتولز تعمل استشاريًا في مجال تطوير تطبيق إرشادات التصويت البلغارية koimipasva. وفي عام 2007، شاركت شركة بوليتولز بجزء من النظام الخاص بها لتطبيق إرشادات التصويت الاسكتلندية Holyrood2007  ومن المتوقع انتشار الأداة بشكل أكبر، حتى إذا لم يتم تأمين الموارد المالية اللازمة بشكل كامل بعد. ومنذ عام 2008، شاركت شركة بوليتولز في تطوير تطبيق إرشادات التصويت للانتخابات البرلمانية التي جرت في يونيو عام 2009 - والذي يطلق عليه اسم EU Profiler  في اتحاد يتكون من معهد الجامعة الأوروبية في فلورانس وشركة كيسكومباس الهولندية.

## المالك
كان التصويت الذكي مشروعًا مشتركًا لجامعة بيرن ومدرسة بيرن التجارية الصناعية المهنية في البداية بهدف دعم المعلومات الشفافة والمستقلة في الحملات الانتخابية لصالح المواطنين.
واليوم، يعد التصويت الذكي جزءًا من بوليتولز نيتورك، وبشكل أكثر دقة، بوليتولز - شبكة الأبحاث السياسية، وهي مؤسسة سياسية مستقلة بالمعنى المقصود في البند 60ff. من القانون المدني ومقرها في بيرن.

## مؤلفات
- Ladner, Andreas und Jan Fivaz, 2006. „Die Demokratie und das Internet - Online-Wahlhilfen als Vorläufer der E-Demokratie.“ Neue Zürcher Zeitung vom 24. Juli 2006, Nr. 169, S. 9. Online publiziert auf der Website der Schweizerischen Gesellschaft für Verwaltungswissenschaften.
- Leuthold Heinrich, Michael Hermann, Sara Irina Fabrikant, 2007. „Making the political landscape visible: mapping and analyzing voting patterns in an ideological space.“ Environment and Planning B: Planning and Design, 34(5): 785 – 807.
- Rouiller, Sébastien, Jan Fivaz, Daniel Schwarz und Albert Waaijenberg, 2004. Der Einsatz der Online-Wahlhilfe smartvote bei den kantonalen Wahlen im Thurgau (März 2004). Schlussbericht. Bern: politools.
- Trechsel, Alexander H., 2007. „Inclusiveness of old and new forms of citizens' electoral participation.“ Representation, 43(2):111 - 121.

## وصلات خارجية
- www.smartvote.ch (in German, French, Italian, Rhaeto-Romanic, English)
- www.politools.net (in German)
- www.euprofiler.eu (in all official EU languages)
- www.eui.eu
- www.kieskompas.com (in Dutch and English)